# Chibiusa
Chibiusa (ちびうさ?), il cui vero nome è Usagi Small Lady Serenity (うさぎSLセレニティ?, Usagi SL Sereniti), è uno dei personaggi principali della serie manga Sailor Moon, creata da Naoko Takeuchi, e dell'anime trattovi. Proveniente dal XXX secolo, è la futura figlia della protagonista Usagi Tsukino e il fidanzato Mamoru Chiba, e il suo nome di battaglia è Sailor ChibiMoon, Sailor Chibiusa nel doppiaggio italiano dell'anime storico. Durante la permanenza nel XX secolo prende anche lei il nome di Usagi Tsukino. La Takeuchi ha dedicato al personaggio di Chibiusa e ai suoi compagni di scuola una serie di storie brevi dal titolo Il diario illustrato di Chibiusa.

## Nome ed etimologia
Il nome Chibiusa (pronunciato /tɕibiˈusa/ nella lingua originale, /kibiˈuza/ nel doppiaggio italiano anni '90) è, in realtà, giusto un soprannome dato alla bambina (nel manga dal futuro padre, Mamoru, nell'anime dalla futura madre, Usagi) al suo arrivo nel passato, per distinguerla dalla già presente Usagi Tsukino. È formato da usa (abbreviativo di usagi, che in giapponese significa coniglio) e la particella chibi (termine nipponico traducibile con mini). In Italia, nell'adattamento Mediaset, non è ben chiaro il motivo di tale nome, in quanto il personaggio si presenta come Bunny, egualmente alla protagonista nell'adattamento italiano.

## Concezione e sviluppo del personaggio
L'idea dell'introduzione della figlia di Usagi e del suo nome furono suggerite a Naoko Takeuchi dal suo editor Fumio Osano. L'autrice ha rivelato che inizialmente non aveva un'idea precisa di come disegnare i capelli della bambina, salvo che dovessero essere rosa e con gli odango. L'ispirazione definitiva venne poi da una bambola. Una prima versione di Chibiusa come Guerriera Sailor appare nel primo capitolo della serie Il diario illustrato di Chibiusa, in un sogno della piccola, con il nome di Sailor Chibiusa Moon; la sua divisa presenta alcune differenze con quella di Chibimoon, tra cui la presenza di un mantello.

## Personaggio
Descritta dall'autrice come una monella a cui piace fare scherzi, Chibiusa è la futura figlia di Usagi e Mamoru come sovrani della Terra del XXX secolo con i nomi di Neo Queen Serenity e King Endymion. Ha gli occhi rossi e i capelli rosa con due odango che ricordano le orecchie di un coniglio e inizialmente è accompagnata dalla palla magica Luna P. Ball (chiamata comunemente Luna P.).
 Caratterialmente Chibiusa è una ragazzina ottimista ed espansiva ed è molto popolare tra i suoi compagni di classe (tra cui si ricordano Momo e Kyosuke), di cui nel manga viene eletta rappresentante. Nel manga il personaggio matura molto gradualmente, acquistando sicurezza in sé stessa come guerriera. La Chibiusa dell'anime a volte appare meno matura della sua controparte cartacea, difatti una gag ricorrente è quella di riprendere Usagi per le sue mancanze e la sua sbadataggine.
 Il suo sogno è quello di riuscire a diventare una splendida lady come sua madre, di trovare un suo principe azzurro e di essere un'ottima amica. Le sue più grandi paure (in parte condivise con la madre) sono i tuoni, i fantasmi e i vampiri, i dentisti e le punture. Frequenta la scuola elementare Juban del quartiere Anzabu, la sua materia preferita è educazione artistica ed è membro del club scolastico di giardinaggio.
Arrivata nel XX secolo in fuga dal perfido clan Black Moon per chiedere aiuto alle guerriere Sailor del passato, la bambina s'installa a casa Tsukino facendo il lavaggio del cervello agli altri membri della famiglia per convincerli di essere figlia loro. Questo fatto porta Usagi e, all'inizio, anche Luna, a sospettare che la bambina sia un altro nemico, il che è smentito dai poteri di Rei.
Uno degli elementi del personaggio che varia maggiormente da anime e manga è la sua età: nella versione a fumetti Chibiusa ha infatti 900 anni (902 nella saga Dream) e il suo aspetto di bambina è dovuto al fatto che non ha ancora risvegliato nessun potere e la sua crescita si è bloccata. Nel cartone la sua età non è specificata.
I comportamenti di Chibiusa con i suoi genitori cambiano a seconda dell'epoca; difatti quando si trova nel XX secolo il suo rapporto con Usagi richiama molto più quello di una sorella minore, oltre ad avere una cotta per il suo futuro padre Mamoru (che anche lei chiama amichevolmente Mamo), cosa che rende Usagi non poco gelosa oltre all'iniziale sospetto sugli scopi della bambina. Allo scoprire l'identità segreta della madre, dapprima Chibiusa è irritata dal fatto che una ragazza "stupida, sbadata ed egoista" detenga il potere del Cristallo d'Argento; più tardi, le Guerriere Sailor vengono catturate da Ruben, che è alla ricerca della bambina, e Usagi esprime tutto il suo odio per Chibiusa a causa della situazione, questo sciocca la bambina, e quando le Senshi fermano Ruben i sentimenti della bambina per le ragazze si ammorbidiscono e le prega di aiutarla a salvare i genitori.

### Sailor ChibiMoon

Sailor ChibiMoon nell'anime

Sailor ChibiMoon è la forma di Chibiusa come guerriera Sailor. La sua uniforme ricorda quella di Sailor Moon e come nel caso di quest'ultima i motivi ricorrenti sono le falci di luna e i cuori, mentre i colori dell'uniforme sono prevalentemente color ciliegia e rosa. Nel manga i poteri di Chibimoon risultano essere più offensivi di quelli della contro parte dell'anime, dove il personaggio ricopre perlopiù un ruolo comico e ricorre perlopiù a diversive per distrarre i nemici (in modo simile a suo padre Tuxedo Kamen).

#### Super Sailor ChibiMoon
Nel manga Chibiusa si trasforma per la prima volta in guerriera Sailor durante la battaglia contro Death Phantom, dopo essere tornata normale a seguito della sua trasformazione in Black Lady per lo shock subito dalla morte di Sailor Pluto, sua unica amica. Nell'anime invece arriverà come Sailor ChibiMoon durante la terza serie, aiutando Sailor Moon e Sailor Mars contro un Daimon di Eudial.
 Più avanti Chibiusa otterrà (nel manga tramite il proprio Sacro Calice, nell'anime grazie a Pegasus) il potere di trasformarsi in Super Sailor Chibimoon.

#### Eternal Sailor ChibiMoon
Più avanti nel manga avrà una terza trasformazione con la divisa simile a quella di Eternal Sailor Moon, ma senza ali e con la tiara. Con quest'aspetto ritornerà dalla sua epoca insieme alle guerriere del Sailor Quartet (la vera forma del Quartetto delle Amazzoni) nel passato per fermare Galaxia nell'ultima saga del manga.

### Usagi Small Lady Serenity

Simbolo del Regno della Luna

Spesso abbreviato da genitori e amici di famiglia in Small Lady (tradotto in Piccola Lady nel doppiaggio delle serie animate anni '90 e nella prima edizione del manga) questo è il nome ufficiale di Chibiusa nel XXX secolo. Nel manga viene chiarito che questo nome le è stato dato dalla madre, con il desiderio che la bambina possa diventare una splendida lady. Sebbene Chibiusa venga chiamata con il nome completo da genitori e amici anche nella sua forma civile, nel corso della storia si rivela in grado di potersi trasformare in principessa come la madre.
L'aspetto e la storia di questa forma di Chibiusa divergono molto fra anime e manga: nel primo la piccola ottiene questa forma durante la battaglia contro Wiseman, nel momento in cui scopre che il Cristallo d'argento illusorio del futuro non è sparito, ma entrato nel suo corpo, e invoca la forza della pietra per aiutare Sailor Moon. Successivamente riprenderà questa forma nel finale della quarta serie, quando Sailor Moon si trasforma in Princess Serenity per salvarla prima che raggiunga il suolo dopo che Nehellenia l'ha scaraventa giù dal cielo. Nel manga la forma viene ottenuta nel momento in cui Sailor Moon libera il potere del Sacro Calice e trasforma anche le restanti guerriere nelle principesse dei rispettivi pianeti, e in seguito riapparirà con quest'aspetto a Crystal Tokyo durante l'ultima saga.
 Un'altra differenza è nell'abito indossato da Chibiusa quando assume la forma di principessa: nell'anime indossa infatti un abito bianco uguale a quello di Sailor Moon quando si trasforma in Princess Serenity, mentre nel manga un abito rosa chiaro di foggia differente. In entrambe le versioni è presente il simbolo del regno della Luna sulla fronte della bambina.
Nel manga durante la saga Dream farà la sua breve apparizione anche la versione adulta di Chibiusa: Princess Lady Serenity (Nuova Princess Serenity nel doppiaggio italiano del film Pretty Guardian Sailor Moon Eternal - Il film), apparsa in una visione di Helios, informando il sacerdote sugli eventi futuri (l'attacco di Dead Moon e la riapparizione del Cristallo d'Oro).

### Black Lady
Black Lady è la forma assunta da Chibiusa, dopo essere stata trasformata da Death Phantom nella regina di Nemesis tramite il lavaggio del cervello e avere ricevuto nel suo corpo il potere del "Malefico cristallo nero". Il suo aspetto è quello di una Chibiusa adulta. Sailor Moon non capisce cosa sia accaduto a Chibiusa, successivamente scopre ciò che le è accaduto e combatte più di una volta contro Black Lady, nel tentativo di farla tornare normale.
Nell'anime, dopo essere stata convinta da Death Phantom di essere stata trascurata e abbandonata dalla sua famiglia, Black Lady odia Usagi e Mamoru e tenta di ucciderli, considerando il suo giocattolo "Luna-P" il suo unico amico. Soltanto l'amore dei suoi genitori riesce a farla tornare normale.
Nel manga invece, dopo avere gettato via "Luna-P" (in quanto simbolo di un'infanzia durata novecento anni) cerca di sedurre e plagiare suo padre Mamoru. È soltanto lo shock di vedere morire la sua amica Sailor Pluto che la farà ritornare normale, e per la prima volta si trasformerà in Sailor Chibimoon.

### Chibiusa Tsukino

c

Questa versione alternativa di Chibiusa è apparsa nella storia Parallel Sailor Moon dove viene mostrata una realtà alternativa dove Usagi ha rinunciato a essere regina e ha avuto dopo Chibiusa un'altra figlia chiamata Kousagi.
Questa Chibiusa (presentata dall'autrice stessa con il nome di Chibiusa Tsukino) appare come una quindicenne che frequenta un prestigioso doposcuola insieme all'amica Hotaru (notare che teoricamente Hotaru dovrebbe essere più grande di Chibiusa, mentre qui le due ragazze sembrano avere la stessa età). Il suo comportamento con la madre è molto simile a quello della Chibiusa del cartone animato, difatti non perde tempo di rimproverare Usagi per il mancato pagamento delle tasse scolastiche e per non essersi presentata al colloquio con gli insegnanti.

## Poteri e attacchi
Trasformazioni
| Formula originale                 | Formula italiana (anime)               | Formula italiana (Crystal)              | Formula italiana (manga)  | Uso nella serie     |
| --------------------------------- | -------------------------------------- | --------------------------------------- | ------------------------- | ------------------- |
| Moon Prism Power, Make Up         | Potere del Prisma di Luna, Vieni a Me! | Potere del Prisma di Luna, Trasformami! | Moon Prism Power, Make Up | anime/manga         |
| Crisis, Make Up                   | n/a                                    | n/a                                     | Crisis, Make Up           | manga               |
| Moon Crisis, Make Up!             | Super Potere Supremo, Vieni a Me       |                                         | Moon Crisis, Make Up!     | anime/manga/Crystal |
| Moon Crystal Power!               | n/a                                    |                                         | Moon Crystal Power!       | manga/Crystal       |
| Pink Moon Crystal Power, Make Up! | n/a                                    | Pink Moon Crystal Power, Make Up!       | manga                     |                     |

Attacchi
| Formula originale                                         | Traduzione letterale                               | Formula italiana (anime)                       | Formula italiana (Crystal)          | Formula italiana (manga)                | Uso nella serie     |
| --------------------------------------------------------- | -------------------------------------------------- | ---------------------------------------------- | ----------------------------------- | --------------------------------------- | ------------------- |
| Abracadabra Pon                                           | Abracadabra Pon                                    | Luna P, trasformati!                           | Abracadabra poof!                   | Abracadabra Poff!                       | anime/manga/Crystal |
| Moon Princess Halation                                    | Alone della Principessa della Luna                 | n/a                                            | Alone della Principessa della Luna! | Moon Princess Halation                  | manga/Crystal       |
| Pink sugar heart attack                                   | Attacco del cuore di zucchero rosa                 | Piccoli cuori rosa attacco a raffica, azione!  | Cuore di zucchero rosa!             | Pink sugar heart attack                 | manga/anime/Crystal |
| Rainbow Double Moon Heart Ache                            | Doppio attacco del cuore di Luna ad arcobaleno     | n/a                                            | Doppi cuori dell'arcobaleno lunare  | Rainbow Double Moon Heart Ache          | manga/Crystal       |
| Pink Sugar Tuxedo Attack (con Tuxedo Kamen)               | Attacco dello smoking di zucchero rosa             | n/a                                            |                                     | Pink Sugar Tuxedo Attack                | manga               |
| Twinkle Yell                                              | Trillo luccicante                                  | Magica campana di Chibiusa!!!                  | Magico campanellino!                | Twinkle Yell                            | manga/anime/Crystal |
| Submarine Mirror                                          | Specchio sottomarino                               | n/a                                            |                                     | Submarine Mirror                        | manga/Crystal       |
| Double Starlight Honeymoon Therapy Kiss (con Sailor Moon) | Doppio bacio terapeutico della dolce Luna stellata | n/a                                            |                                     | Double Starlight Honeymoon Therapy Kiss | manga               |
| Pink Ladies Freezing Kiss (con il Sailor Quartet)         | Bacio congelante delle ragazze rosa                | n/a                                            |                                     | Pink Ladies Freezing Kiss               | manga               |
| Supersonic Waves                                          | Onde supersoniche                                  |                                                |                                     |                                         | manga/anime         |
| Moon Gorgeous Meditation (con Super Sailor Moon)          | Maestosa meditazione lunare                        | Scettro di Super Sailor Moon, entra in azione! |                                     | Moon Gorgeous Meditation                | manga/anime/Crystal |
| Garlic Attack                                             | Attacco all'aglio                                  | n/a                                            |                                     | Attacco all'aglio!                      | manga               |

Nell'anime una gag ricorrente è il fatto che l'attacco Pink Sugar Heart Attack (in Italia divenuto Piccoli cuori rosa, attacco a raffica, azione!) funzioni a scoppio ritardato, spesso finendo in faccia alla daimon di turno (o come nel primo caso anche sul sedere), procurandole non poco dolore. Quest'attacco è portato sia nel manga che nell'anime con uno scettro, con la differenza che nel manga lo scettro altri non è che Luna P trasformata. Inoltre nel manga questo attacco è effettuato una volta anche nella forma "Super" della guerriera.

## Doppiatrici e Attrici
Chibiusa è doppiata nell'anime da Kae Araki e da Misato Fukuen in Sailor Moon Crystal, mentre da Deborah Morese (Mediaset), da Marcella Silvestri come Black Lady, da Letizia Ciampa nel primo film Shin Vision e da Monica Volpe in Sailor Moon Crystal.
Nei musical Chibiusa è stata interpretata da 15 attrici: Ai Miyakawa (1995-1996), Mao Kawasaki (1994-1995 e dal 1996-1997 e la Black Lady nel 2001), Tamaki Dia Shiraia
(1995-1996), Natsumi Takanaka (1995), Ayano Gunji (1998-2000), Arisu Izawa (2000), Kasumi Takabatake (2001), Noel Miyazaki (2001-2002), Aisha Yamamoto (2002),
Nanami Ohata (2002), Mao Ohno (2003), Mina Horita (2003), Moe Oosaki (2004-2005), Kokoro Kuge (dal 2014-2015) e Airi Kanda (dal 2014).